# 大西里
大西里（西班牙語：Cirí Grande），是巴拿馬的城鎮，位於該國中東部，由西巴拿馬省的卡皮拉區負責管轄，面積147.5平方公里，2010年人口3,635，人口密度每平方公里24.6人。